# Спрус (тауншип, Миннесота)
Спрус (англ. Spruce) — тауншип в округе Розо, Миннесота, США. На 2000 год его население составило 614 человек.

## География
По данным Бюро переписи населения США площадь тауншипа составляет 92,0 км², из которых 91,9 км² занимает суша, а 0,1 км² — вода (0,14 %).

## Демография
По данным переписи населения 2000 года здесь находились 614 человек, 222 домохозяйства и 180 семей.  Плотность населения —  6,7 чел./км².  На территории тауншипа расположено 235 построек со средней плотностью 2,6 построек на один квадратный километр. Расовый состав населения: 98,05 % белых, 0,16 % афроамериканцев, 0,81 % азиатов и 0,98 % приходится на две или более других рас. Испанцы или латиноамериканцы любой расы составляли 0,16 % от популяции тауншипа.
Из 222 домохозяйств в 45,0 % воспитывались дети до 18 лет, в 71,2 % проживали супружеские пары, в 4,5 % проживали незамужние женщины и в 18,9 % домохозяйств проживали несемейные люди. 17,1 % домохозяйств состояли из одного человека, при том 7,7 % из — одиноких пожилых людей старше 65 лет. Средний размер домохозяйства — 2,77, а семьи — 3,13 человека.
32,4 % населения — младше 18 лет, 4,4 % — в возрасте от 18 до 24 лет, 27,4 % — от 25 до 44, 24,9 % — от 45 до 64, и 10,9 % — старше 65 лет. Средний возраст — 38 лет. На каждые 100 женщин приходилось 106,7 мужчин.  На каждые 100 женщин старше 18 приходилось 113,9 мужчин.
Средний годовой доход домохозяйства составлял 46 875 долларов, а средний годовой доход семьи —  51 667 долларов. Средний доход мужчин —  34 306  долларов, в то время как у женщин — 26 518. Доход на душу населения составил 19 985 долларов. За чертой бедности находились 2,4 % семей и 3,4 % всего населения тауншипа, из которых 3,4 % младше 18 и 6,1 % старше 65 лет.